# Laurent Biondi
Laurent Biondi (ur. 19 lipca 1959 w Grenoble) – francuski kolarz torowy i szosowy, złoty medalista torowych mistrzostw świata.

## Kariera
Największym sukcesem w karierze Laurenta Biondiego jest zdobycie złotego medalu w wyścigu punktowym zawodowców podczas mistrzostw świata w Maebashi w 1990 roku. W wyścigu tym bezpośrednio wyprzedził Duńczyka Michaela Markussena i Australijczyka Danny'ego Clarka. Francuz startował jednak głównie w wyścigach szosowych, jego największe sukcesy to: trzecie miejsce w wyścigu Paryż-Bourges w 1984 roku, trzecie miejsce w Route du Sud w 1992 roku i drugie miejsce w À travers Lausanne w 1993 roku. Kilkakrotnie startował w Tour de France, najlepszy wynik osiągając w 1989 roku, kiedy zajął 31. pozycję. Nigdy nie startował na igrzyskach olimpijskich.